# Carlo Cesare Malvasia
Carlo Cesare Malvasia (ur. 18 grudnia 1619 w Bolonii, zm. 9 marca 1693 tamże) – włoski malarz, historyk sztuki i antykwariusz.

## Życiorys
Carlo Cesare Malvasi urodził się w bolońskiej arystokratycznej rodzinie. Po ukończeniu studiów prawniczych, w 1639 roku udał się do Rzymu, gdzie uczęszczał do akademii literatury (degli Umoristi i dei Fantastici). Ta poznał kardynałów Giovanniego Francesca Ginettiego i Bernardina Spade oraz rzeźbiarza Alessandra Algardiego. Od 1647 roku wykładał prawo na Uniwersytecie bolońskim. W 1652 roku napisał esej na temat teologicznych aspektów obrazu Lettera a Monsignor Albergati po którym w 1653 roku uzyskał dyplom teologii. W 1662 roku został mianowany kanonikiem w katedrze w Bolonii. Przez wiele lat był doradcą w kwestiach sztuki kardynała Leopolda de’ Medici a w 1665, za sprawą Pierre Cureau de la Chambre, doradcą i agentem zaopatrującym Ludwika XIV i Akademię Królewską w dzieła sztuki bolońskich artystów.
Odkrył talent Elisabetty Sirani, był jej mentorem, opiekunem rodziny i biografem.

## Publikacje
W 1678 napisał prace pt. Felsina pittrice, vite de’ pittori bolognes, stanowiące obecnie główne źródło informacji na temat malarzy działających w regionie Emilia-Romania na przełomie XVI i XVII wieku. Dzieło podzielone jest na cztery tomy: pierwszy opisuje malarzy trecento, drugi skupia się na życiu i twórczości włoskiego malarza Francesca Francia, trzeci poświęcony jest artystom z rodu Carracci. Do najbardziej cenionego przez współczesnych należy tom czwarty, w którym autor dostarcza szczegółów z pierwszej ręki na temat życia i karier artystów siedemnastowiecznych m.in. Reniego, Guercina czy Domenichina.
Do innych prac Malvasia należą Le pitture di Bologna z 1680 roku i przewodnik po starożytnościach bolońskich Marmorea Felsina.